# Obrer i Dona del Kolkhoz
Obrer i Dona del Kolkhoz (rus: Рабочий и колхозница; transliterat: Rabotxi i kolkhoznitsa) és una estàtua de 24,5 metres, feta en acer inoxidable, de l'escultora soviètica Vera Mukhina el 1937. L'escultura és un clar exemple de l'estil realista soviètic, així com d'estil Art Deco. L'obrer sosté en alt un martell i la dona del kolkhoz sosté una falç, formant el símbol soviètic de la falç i el martell.
L'escultura va ser creada originalment per ser la peça central pel pavelló soviètic (creat per l'arquitecte Boris Iofan) de l'Exposició Internacional de París de 1937. Els organitzadors havien situat els pavellons soviètic i alemany un davant de l'altre, travessats per l'avinguda de peatons principal del Palau de Chaillot a la riba nord del Sena. Albert Speer, encarregat del disseny del pavelló alemany, va obtenir un esborrany confidencial del pla soviètic durant una inspecció del lloc de la fira. Va quedar impressionat per "una parella de figures... marxant triomfants cap al pavelló alemany" i dissenyà una resposta arquitectònica al gegantí grup escultòric.
Mukhina s'inspirà en el seu estudi dels clàssics Tiranicides, la Victòria alada de Samotràcia, la Marselesa, a més del grup escultòric de François Rude de l'Arc de Triomf per donar una confiada composició de realisme socialista a París. El simbolisme de les dues figures, avançant de l'est a l'oest, no va passar pas desapercebut als espectadors.
Encara que Mukhina afirmà que volia "que l'escultura havia de continuar la idea inherent de l'edifici, i que era una part inseparable de l'estructura", després de l'exposició l'escultura va passar molt de temps exposada a l'entrada del que ara és el Centre Panrus d'Exposicions, anteriorment l'Exposició de les fites de l'economia nacional de l'URSS a Moscou.
El 1941, gràcies a l'escultura Mukhina va rebre un dels primers Premis Stalin
L'escultura va ser retirada del seu lloc per ser restaurada el 2003, per ser preparada per a l'Expo 2010. Es planejà el seu retorn pel 2005, però com que l'Exposició Universal va ser concedida a Xangai i no pas a Moscou, el procés de restauració s'anà retardant per raons de finançament..
Al cinema, Obrer i Dona del Kolkhoz va ser triada el 1947 per ser el logotip dels estudis Mosfilm. Pot veure's als crèdits d'obertura de Red Heat, a més de molts altres films soviètics i post-soviètics produïts pels estudis Mosfilm.

## Galeria

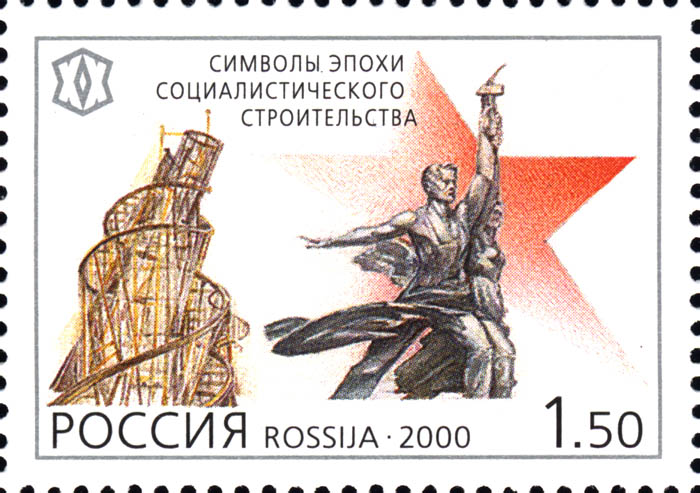
Obrer i Dona del Kolkhoz va ser commemorada entre les obres d'art més destacades del segle XX a aquest segell rus de 2000.